# Liponema multicorne
Liponema multicorne is een zeeanemonensoort uit de familie van de Liponematidae. De wetenschappelijke naam van de soort is voor het eerst geldig gepubliceerd in 1880 door Verrill.